# Carl Magnus Frick

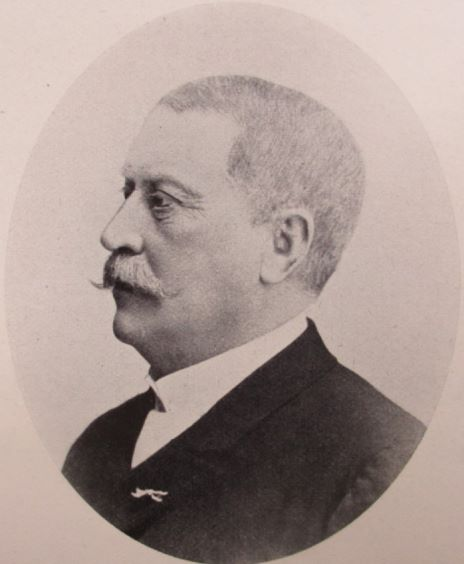
Carl Magnus Frick.

Carl Magnus Frick, vanligen kallad C.M. Frick, född 6 maj 1831 i Malmö Caroli församling, död 2 november 1911 i Malmö, var en svensk militär och spårvägsdirektör. Han var bror till Rudolf och Otto F. Frick.
Frick, som var son till handlanden Carl Frick (död 1862) och Anna Catharina Giese (död 1879), blev student vid Lunds universitet 1849, underlöjtnant vid Kronprinsens husarregemente i Malmö 1851, major 1884 och erhöll avsked samma år. Han var direktör och tillika ordförande i styrelsen för Malmö Spårvägs AB från starten 1887 och fram till kommunaliseringen 1905. Han var även ledamot av Malmö stadsfullmäktige 1881–1904.